# James Hadfield

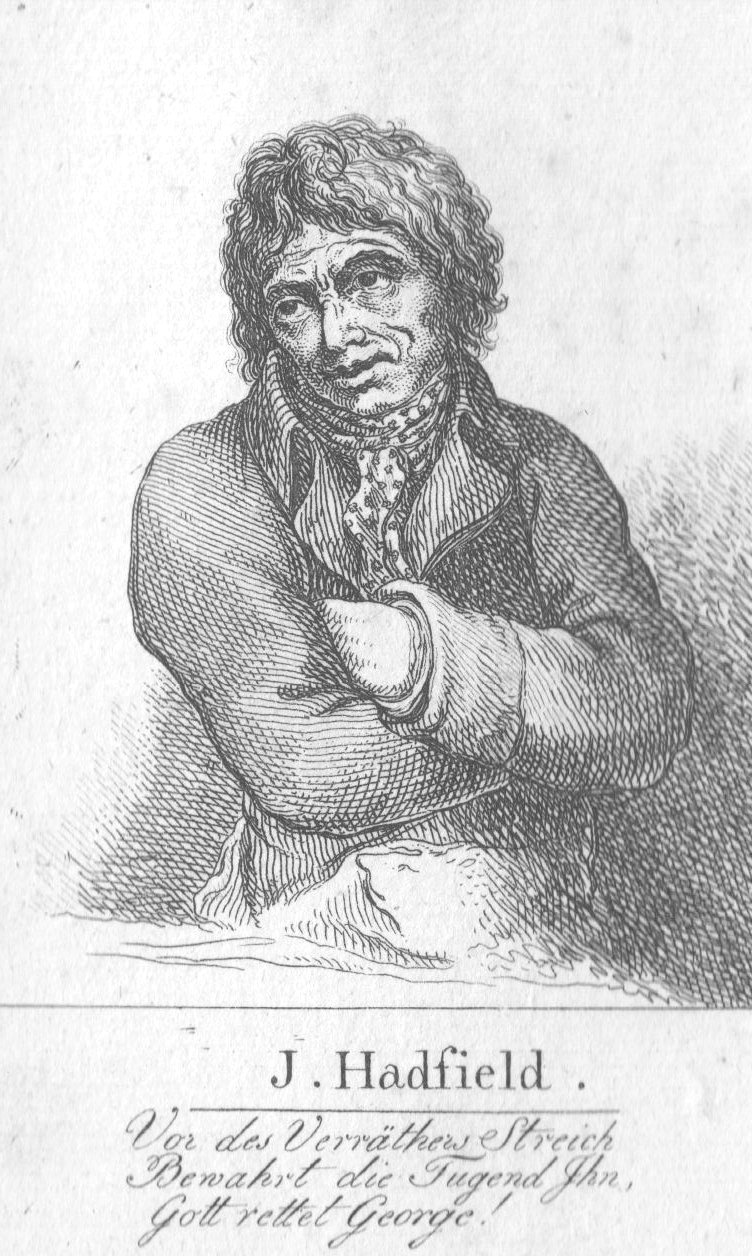
Portrait James Hadfield, Kupferstich um 1800

James Hadfield oder Hatfield (geboren um 1771/1772; gestorben am 23. Januar 1841 in London) verübte im Jahr 1800 ein Attentat auf König Georg III. von England, wurde aber vom Vorwurf des versuchten Mordes wegen Schuldunfähigkeit freigesprochen.

## Leben, Militärdienst und Erkrankung
Über Hadfields Leben vor dem Jahr 1800 ist wenig bekannt, allerdings wurde er in der Schlacht bei Tourcoing im Jahre 1794 schwer verwundet. Vor seiner Gefangennahme durch die französischen Kriegsgegner wurde er achtmal durch einen Säbel am Kopf verletzt. Die entstandenen Wunden waren sein ganzes Leben zu erkennen. Nach seiner Rückkehr nach England wurde er ein Anhänger des Millenarismus und entwickelte mit der Zeit die Überzeugung, dass die Parusie Jesu Christi sich dann ereignen würde, wenn er in England hingerichtet werden würde.

## Delikt, Strafverfahren und Haft
Hadfield beschloss daher, zusammen mit einem Mitverschwörer den König zu ermorden, um so seine Hinrichtung zu erzwingen. Am Abend des 15. Mai 1800, schoss er im Theatre Royal Drury Lane während des Abspielens der Nationalhymne mit einer Pistole auf den König, der in der königlichen Loge stand. Er verfehlte sein Ziel, daher ist es nicht bekannt, ob er lediglich einen Anschlag vortäuschen wollte. Dann rief er dem König zu: „God bless your royal highness; I like you very well; you are a good fellow.“ Hadfield wurde des Hochverrates angeklagt und von Thomas Erskine, 1. Baron Erskine, dem bedeutendsten Barrister dieser Zeit, verteidigt. Hadfield erklärte sich für schuldunfähig. Allerdings bestanden damals hohe Hürden, um in einem Verfahren für nicht schuldfähig erklärt zu werden. Der Angeklagte musste dafür „völlig von Sinnen sein“ und „unfähig, die Folgen seines Handlens zu beurteilen“. Hadfields langfristige Planung des Attentates widersprach aber deutlich einer solchen Annahme.  Die Gutachten dreier Ärzte kamen zu dem Ergebnis, dass Hatfields Wahn Folge seiner Kopfverletzungen war. Der Richter Lloyd Kenyon, unterbrach an diesem Punkt den Prozess und erklärte, dass ein Freispruch in diesem Fall zwingend sei, der Angeklagte aber um der öffentlichen Ordnung willen nicht entlastet werden könne. Hadfield wurde später für den Rest seines Lebens im Bethlem Royal Hospital inhaftiert. Er befand sich dort bis zu seinem Tode, mit Ausnahme einer kurzen Zeit, in der ihm eine Flucht gelang. Als er versuchte, nach Frankreich zu fliehen, wurde er in der Nähe von Dover gefasst und für kurze Zeit im Newgate Prison gefangen gehalten, bevor er erneut ins Bedlam verbracht wurde. Er starb dort 1841 an den Folgen einer Tuberkulose.

## Änderungen des Strafrechts, Nachwirkungen
Zu dieser Zeit erwartete Angeklagte, die wegen Schuldunfähigkeit freigesprochen wurden, ein unsicheres Schicksal. Manche wurden in die Obhut ihrer Familien zurückgeschickt. Aus diesem Grund verabschiedete das britische Parlament aus Anlass dieses Attentats unverzüglich einerseits den Criminal Lunatics Act 1800, um eine unbefristete Haft psychisch gestörter Angeklagter zu besorgen und andererseits den Treason Act 1800 um die Bestrafung von Personen zu erleichtern, die Anschläge auf das Leben des Königs verübt hatten. Das Gesetz wurde dann rückwirkend auf Hadfield angewendet. Der Fall markiert den Beginn der Entwicklung der Forensischen Psychiatrie in Großbritannien. Hadfields Leben wurde in einer für die BBC gedrehten historischen Krimiserie dargestellt.